# Алексейцево (Дмитриевское сельское поселение)
Алексейцево — деревня в Даниловском районе Ярославской области. Входит в состав Дмитриевского сельского поселения.

## География
Находится в северо-восточной части Ярославской области на расстоянии приблизительно 18 км на юг-юго-восток по прямой от железнодорожного вокзала города Данилова, административного центра района.

## История
Деревня была отмечена еще на карте 1798 года. В 1859 году здесь (деревня Даниловского уезда Ярославской губернии) было учтено 13 дворов, в 1898 — 25.

## Население
Численность населения: 104 человека (1859 год), 36 (русские 100 %) 2002 году, 12 в 2010.